# Isla Beagle
Isla Beagle (antiguamente conocida en inglés como “Breakfast Isle”) es el nombre que recibe una de las islas del archipiélago de las Galápagos ubicada en el océano Pacífico al oeste extremo del país suramericano de Ecuador. Se localiza en las coordenadas geográficas 00°25′00″S 90°37′00″O / -0.41667, -90.61667 en el Canal de San Salvador y está separada por un canal estrecho de la Isla de San Salvador (Santiago) ubicada muy cerca al norte, al oeste se encuentra la Isla Rábida, al sureste las Islas Guy Fawkes y al noreste las Rocas Bainbridge.
Posee una superficie estimada en 10 hectáreas, o 0,10 kilómetros cuadrados.